# Notoxus brevicornutus
Notoxus brevicornutus es una especie de coleóptero de la familia Anthicidae.

## Distribución geográfica
Habita en la Provincia del Cabo (Sudáfrica).